# Ольховка (Клинцовский район)
Ольхо́вка — село в Клинцовском районе Брянской области, в составе Первомайского сельского поселения. Расположено на реке Волочка до места впадения в реку Туросна.

## История
В 1652 г после изгнания поляков юго-западные районы Брянской области были присоединены к Украине. Верховная власть на Украине принадлежала гетману. Гетманство в административном управлении делилось на территории полков. Брянщина входила в состав Нежинского полка. В 1663 г гетман Малороссии произвёл изменения в полковом делении. Был образован Стародубский полк как самостоятельная единица, наделённая всей полнотой власти на своей территории. Полк делился на сотни, которые являлись военно-административными единицами, подчиняющимися полку.
В начале XVIII в. в составе полка образовалась Новоместская сотня. Её земли находились в бассейне рек Ипути и Беседи и их притоков.
В 1654 году Малороссия воссоединилась с Российским государством. В 1667 году юго-западные районы Брянщины и вся левобережная Украина вошла в состав России с сохранением административно-территориального деления.
В это время д. Чертовичи входила в состав Новоместской сотни.
А. Лазаревский в «Описании старой Малороссии» пишет о том, что д. Чертовичи была основана при реке Синьковке.
До 1713 г. принадлежала полковому хорунжему Степану Якимовичу Скоропадскому. В то время здесь имелось 16 дворов. Таким образом, первые документальные упоминания о селе относятся к 1713 г., но это не означает, что оно основано в этом году.
Во время Северной войны поредевшая под Полтавой армия Карла XII пыталась бежать из России через Стародубье, надеясь на поддержку русских раскольников. Но шведы просчитались. Особо тяжёлые бои с захватчиками вели местные жители на переправах через р. Ипуть и у д. Чертовичи. Значит, село существовало уже в конце XVII — начале XVIII вв. Очень многое в его истории остаётся загадкой, в том числе, и название.
Есть несколько версий. По одной из них, во время русско-польской войны в пределах территории села имелась граница между поляками и русскими, то есть «черта», позже к «черте» добавились слоги « ви», « чи».
По другой, характер первых поселенцев в этих местах был несдержанный, неуживчивый, то есть с «чертинкой». Возможно, Чертовичи — «место, помеченное чёртом». Может быть, названию села и положила кличка первых поселенцев, а ими могли быть во второй половине XVII века жители Белоруссии, которые продвигались сюда, теснимые поляками. Кто бы ни были первые поселенцы, они облюбовали местечко на р. Синьковке и стали его обживать.
До сих пор на окраине села со стороны въезда из Клинцов сохранились курганные насыпи, представляющие археологическую ценность. В 70-е годы здесь велись раскопки, были найдены предметы украшения, хранящиеся в историческом музее.
Местные жители занимались земледелием, для чего отвоёвывали земельные участки у подступающего вплотную к селу леса. Такие участки назывались лядами. Первые несколько лет после расчистки урожай хлеба был обильным, затем ляды истощались и заменялись новыми. Такие земли были очень продуктивными, а урожаи — высокими. Местные крестьяне сеяли здесь просо, ячмень, пшеницу, лён, коноплю, позже выращивали картофель. Кроме землепашества, крестьяне занимались рыбной ловлей, охотой на птиц, на пушного зверя, даже на медведей.
В селе были развиты промыслы. Кузнец Иван Ковалёв имел кузню возле самой реки. Он обслуживал всю округу, ковал плуги, сошники, делал бороны, подковы для лошадей и другой сельскохозяйственный инвентарь. Было развито бондарное производство, местные мастера из дерева делали бочки, бадьи, вёдра, посуду и другую утварь. До сих пор в селе часто встречается фамилия Бондарева, Бондаренко. Село славилось мастерами — кожевенниками, которые не только выделывали кожи, но и шили замечательные тулупы, шапки, рукавицы. Умельцы имели свои «сажалки», то есть глубокие ямы, выстланные брёвнами, наполненные водой, которые располагались возле реки. В них вымачивали кожи, коноплю, пеньку.
С конца XVII века — начала XVIII века, в связи с развитием рудницкого производства, наиболее известными и крупными руднями в Стародубском полку стали Голубовская, Унечская, Вепринская, Рожновская, Воловская и Чертовичская.
Рудня представляла собой водяную мельницу с расположенными здесь же плавильней и рудницкой кузней. Чаще всего она имела два горна — плавильный и кричный. В каждый горн была вделана пара кожаных мехов, приводившихся в движение двумя водяными колёсами. Третьим колесом приводился в движение большой молот для отжимки кусков железа. Высушенная и измельчённая болотная руда плавилась в горне, затем бесформенный кусок железа (крица) нагревался и с помощью молота очищался от шлака. В рудне получали два вида железа: одно хрупкое, ломкое (крушное), но ковкое, другое — лучшего сорта, оно называлось добрым, гнутым.
Вокруг руден разрастались слободки, населённые работными людьми-дымарями (железоварами, курачами, рабочими, заготавливающими древесный уголь для рудни), работниками, производившими промывку руды, её размельчение, ковалями. Возможно, начало нашему селу и положила такая рудня, так как в документах упоминается слободка Чертовичи.
Интересна история улицы Воловка, которая раньше была отдельным населённым пунктом. В 1618 году по условиям Деулинского перемирия наш край (почти до Десны) отошёл под управление Польши. Появились новые люди, новые ремёсла. Одним их таких новых владельцев был пан Волович, дальновидный и энергичный шляхтич. Видимо он знал толк и в кустарном железоделательном производстве, потому что стал «фундатором» (т.е основателем и владельцем) нескольких руден и поселил около них слободки ремесленников. Именно по его фамилии эти слободки назывались Рудня — Воловка. Одна из них — ныне улица Ольховка.
С течением времени казацкая старшина, превращавшаяся в помещиков, прибирала рудни к рукам и старалась закабалить мастеровых. Рудни со всеми строениями и инструментом стали сдавать на откуп, то есть в аренду артелям рудников. Рудня — Воловка в XVIII веке ещё долго оставалась в непосредственном подчинении артиллерийского ведомства.
25 октября 1732 года универсалом (указом) гетмана Даниила Апостола Рудня — Воловка была пожалована Стародубскому полковому есаулу С.Якимовичу. Есаул заведовал артиллерией, но рудня была передана Якимовичу в личное владение и осталась в его роду.
Но полуторовековой период металлургии Стародубья уже заканчивался. В стране появился Тульский железоделательный район. Полукустарные рудни не могли выдержать конкуренции с доменным производством и стали закрываться.
В 1781 году рудня в Воловке уже не работала. Возникшая при ней деревня из 18 дворов принадлежала графу П. Румянцеву. Жители села освоили ремесло гончара, благо, работать они умели. Не случайно в Воловке и сейчас каждая женщина — вышивальщица, каждый мужчина — гармонист. Деревня продолжала расти. В 1858 году в ней было 28, в 1892 году — 43 и в 1897 году — 49 дворов (319 жителей).
Упоминается с начала XVIII века как деревня (своего храма никогда не имела), владение полковых хорунжих; с 1713 — С. Якимовича, с 1770 — графа Румянцова и других (казачьего населения не имела). До 1781 входила в Новоместскую сотню Стародубского полка, с 1782 по 1921 в Суражском уезде (с 1861 в составе Тулуковской, Рожновской волости), в 1921—1929 в Клинцовском уезде (Рожновская, с 1924 Клинцовская волость). С 1919 по 2005 — центр Ольховского (Чертовичского) сельсовета. В 1976 присоединена деревня Воловка, в настоящее время микрорайон села.
Курганный могильник Ольховка 1, 11-12 века. Расположен в 1 км к западу от села, в 0,1 км к югу от шоссе Клинцы-Красная Гора. Исследовал П. М. Еременко в 1894 году (как могильник у села Чертовичи), обследовал А. В. Кашкин в 1974 году. Расположен на водораздельной возвышенности. Умершие были захоронены на древней поверхности, иногда в гробах. В 20 веке могильник интенсивно распахивался. Под ним была захоронена женщина из племени радимичей. Погребение датируется 11 веком. Место хранения коллекции П. М. Еременко неизвестно. Коллекция из раскопок А. В. Кашкина в ИА
1916 год — село, Черниговская губерния, Суражский уезд, Рожновская волость.
1919 год — село, Гомельская губерния, Суражский уезд, Рожновская волость, Чертовичский сельсовет.
1929 год — село, Западная область, Клинцовский округ, Клинцовский район.
1937 год — село, Орловская область, Клинцовский район, Чертовичский сельсовет.
1944 год — село, Брянская область, Клинцовский район, Чертовичский сельсовет.
Указом Президиума Верховного Совета РСФСР 10 августа 1964 года село Чертовичи переименовано в село Ольховка Брянской области.
Решением Брянского облисполкома 18 августа 1964 года Чертовичский сельсовет переименован в Ольховский сельсовет.
1970 год — село, Брянская область, Клинцовский район, Ольховский сельсовет (включал в себя на 1 января 1971 года село Ольховка, деревни Воловка, Тулуковщина, посёлок Туренев).
Историко-географический справочник «Административно-территориальное деление Брянского края за 1916—1970 годы», С. П. Кизимова, 1972 год.

## Население
223 человек (1797),
Источник — Труды Черниговской Губернской Архивной Комиссии, выпуск пятый, отдел первый, 1903 год.
818 человек (1866),
Источник — Лазаревский А. «Описание старой Малороссии» (Том 1 — Стародубский полк), изд. 1888 г.
1323 человека (1892),
1327 человек (1902),
1366 человек (1928),

1770 человек (1979),
| 2010 | 2013 |
| ---- | ---- |
| 979  | ↘911 |